# Ramón Carnicer
Ramón Carnicer i Batlle (24 tháng 10 năm 1789 – 17 tháng 3 năm 1855) là một nhà soạn nhạc và nhạc trưởng opera người Tây Ban Nha, ngày nay được biết đến nhiều nhất với việc sáng tác Quốc ca Chile.

## Tiểu sử
Carnicer sinh ra ở Tàrrega, Tây Ban Nha. Ông là học trò của Francesc Queralt. Các vị trí quan trọng đầu tiên của ông là nhạc trưởng cho vở opera,và ông có ảnh hưởng trong sự phát triển của phong cách opera quốc gia Tây Ban Nha, zarzuela. Ông đã chỉ đạo Nhà hát Opera Ý ở Barcelona từ năm 1818 đến năm 1820, và Nhà hát Opera Hoàng gia ở Madrid từ năm 1828 đến năm 1830, cũng như sáng tác chín vở opera.
Năm 1830, ông chấp nhận vị trí giáo sư sáng tác tại Nhạc viện Madrid,nơi ông sẽ giữ lại cho đến khi nghỉ hưu vào năm 1854. Ông đã sáng tác một loạt các bài hát, âm nhạc nhà thờ và giao hưởng; Tác phẩm được nhớ đến nhiều nhất của ông ngày hôm nay là Quốc ca Chile. Ông qua đời tại Madrid năm 1855.

## Các tác phẩm

### Opera
Một số vở opera của ông bị mất, nhưng được biết đến từ các tài liệu tham khảo trong các tài liệu của thời kỳ này. Tuy nhiên, tác giả của một số tác phẩm không hoàn toàn rõ ràng.
- Adele di Lusignano: Melodramma semiserio (1819), Opera bằng tiếng Ý, trong hai tiết mục
- Elena e Costantino: Dramma eroico-comico trong due atti (1821, được công chiếu một lần nữa vào năm 2005), Opera bằng tiếng Ý, libretto của Andrea Leone Tottola[3]
- Il dissoluto punito, ossia Don Giovanni Tenorio (1822, được công chiếu một lần nữa vào năm 2006), Opera bằng tiếng Ý, trong hai hành động, libretto của Giovanni Bertati.
- Elena e Malvina (1827), Opera trong hai vở diễn
- Cristoforo Colombo (1829), Opera
- Eufemio di Messina (1832), Opera
- Guglielmo Tell (1834), Opera
- Eran due hay sono tre, o sea, Gli esposti (1836), Opera buffa trong hai hành động. Libretto của Jacopo Ferretti
- Ismalia o Morte ed amore (1838), Opera trong hai tiết mục
- Laura y Don Gonzalo (1841), òpera trong 4 tiết mục. Âm nhạc được cho là của Carnicer. Libretto được cho là của Manuel Bretón de los Herreros
- Ipermestra (1843), kịch trong ba tiết mục. Tác giả Pietro Metastasio. Quyền tác giả được thảo luận
- Lucrezia Borgia. Được cho là opera, một số người tin rằng ông chỉ hợp tác trong sáng tác
- El sacristán de Toledo,opera. Người ta nói rằng anh ta chỉ hợp tác, sáng tác nhạc ngẫu nhiên.

### Nhạc cụ
- Fantasía en mi bemol mayor, for clarinet
- Gran sinfonía en Re (1839)
- Fantasía original para clarinete con acompañamiento de piano (1849) [4]
- Capricho para contrabajo con acompañamiento de piano (1852) (Capricho for doublebass with piano accompaniment)[5]
- Melodía fantástica con acompañamiento de piano
- Sinfonía oriental
- Solo de flauta (solo for flute)
- Salmòdia for organ
- 6 Sonates per a instrument de tecla' [6]
- Obertura (sinfonía) Composed for the premier of the opera Il barbiere di Siviglia by Rossini in Barcelona (1818) [7]
- A second overture for that same opera

### Hát
- El caramba: canción andaluza (ca. 1832), Giọng nói và piano hoặc guitar [8]
- Completas Fratres a 4 v.,4 giọng nói, 6 nhạc cụ, đệm và continuo
- La criada: canción española (ca. 1832), giọng nói, guitar và piano
- El currillo: canción andaluza (ca. 1835), giọng nói, guitar và piano
- La gitanilla (ca. 1831), bài hát cho giọng nói, guitar và piano
- Himno a los defensores de Gandesa (1838).
- Himno patrio de la República de Chile (1828)
- Himno patriótico, con motivo de la publicación del Estatuto Real (1834)
- Himno patriótico [para el] cumpleaños de la Reina Doña Isabel II (1835)
- El julepe: polo (1823), bài hát cho giọng nói và guitar
- Misa de Réquiem (1929), 4 giọng nói và dàn nhạc, bằng tiếng Latin. Đối với Maria Josepha Amalia de Saxony,Ferdinand VII vợ thứ ba
- Misa de Réquiem (1842), 4 giọng hát và dàn nhạc, bằng tiếng Latin
- Misa solemne (entre 1806 i 1808), 8 giọng nói và dàn nhạc
- El músico y el poeta (Los maestros de la Raboso), tonadilla a dúo
- El no sé,bài hát cho giọng nói, guitar và piano
- La noticia feliz: polo y seguidillas (1823), bài hát cho giọng nói, guitar và piano
- El nuevo sereni (1825), bài hát cho giọng nói, guitar và piano hoặc guitar [9]
- Odas de Anacreonte (1832), text original grec d'Anacreont i traducció castellana de José del Castillo y Ayensa, comprèn les cançons per a veu i piano De si mismo, A una muchacha i Del amor y la abeja [10]
- El poder de las mugeres: canción española con acompañamiento de piano y guitarra (1836)
- Psalmodia que contiene todos los tonos (1818)
- Tantum Ergo
- Tonadilla de la cantinera (1813)
- Vigilias con orquesta para las exequias de Fernando VII (1833), trong tiếng Latinh
- El chairo: canción española cantada en la ópera "El barbero de Sevilla" (1833), lời của Agustín Azcona